# Opel Zafira
Opel Zafira — компактвэн, выпускающийся европейским отделением концерна General Motors (GM) с 1999 года. На разных рынках этот автомобиль продается и под другими марками — Vauxhall, Holden и Chevrolet. В Японии был представлен как Subaru Traviq. Дебютировала модель в 1999 году (Zafira A). Второе поколение появилось в 2005 году (на некоторых рынках Zafira Family). Третье поколение имеет название Zafira Tourer и было представлено на автосалоне во Франкфурте в 2011 году.
Посадочная формула 2+3+2. Сиденья третьего ряда могли быть убраны в пол — вместе или по-раздельности. Данная система получила фирменное название Flex 7 (читается как Flex Seven). Zafira Family и Zafira Tourer также поставлялись в 5-местных модификациях.

## Zafira A

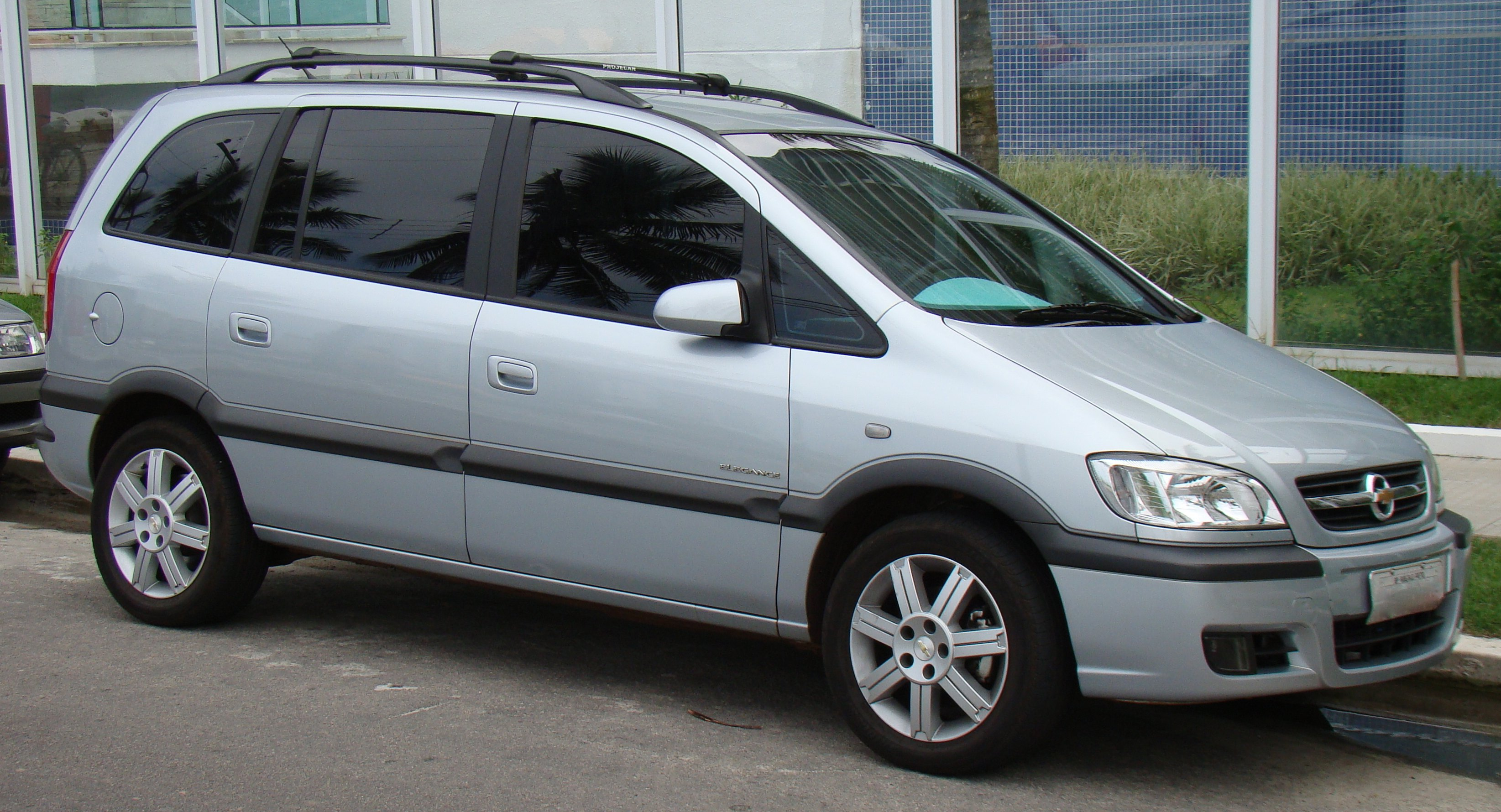
Chevrolet Zafira

На первое поколение Zafira обычно ссылаются как на Zafira A, как это принято для автомобилей марки Opel. Автомобиль основан на платформе GM T, так же как и автомобиль Astra G/B выпуска 1998 года, с которым имеет много общего. Кузов Zafira A был использован в водородном автомобиле на топливных ячейках HydroGen3 — концепт-каре компании GM.
Zafira A была заменена в 2005 году на Zafira B в Европе и Японии, однако продолжала продаваться на остальных рынках, за исключением Австралии и Новой Зеландии.

### Наименования и рынки
- Opel Zafira — Европа (за исключением Великобритании), Южная Африка, Китай, Сингапур, Япония, Тайвань
- Vauxhall Zafira — Великобритания
- Holden Zafira — Австралия, Новая Зеландия
- Chevrolet Zafira — Латинская Америка, Мексика, Таиланд, Индонезия, Филиппины
- Chevrolet Nabira — Малайзия
- Subaru Traviq — Япония

### Сборочные заводы
- Германия Бохум
- Таиланд Районг
- Бразилия Сан-Жозе-дус-Кампус

### Безопасность
| Euro NCAP                                       | Euro NCAP | Euro NCAP | Euro NCAP |
| ----------------------------------------------- | --------- | --------- | --------- |
| Рейтинги                                        | Пассажир  |           | 22        |
| Рейтинги                                        | Пешеход   |           | 13        |
| Протестированная модель: Opel Zafira 1.8 (2001) |           |           |           |

### Двигатели
Zafira поставлялась с широким ассортиментом двигателей, адаптированных от Astra. Кроме того, была версия на природном газе для Европы, а также 200 лс турбонаддувная OPC версия (Opel Performance Center). В Бразилии была доступна версия, работающая на смешанных видах топлива.
Европейская версия Zafira имела следующие двигатели:
| Объём двигателя | Кол-во цилиндров | Тип двигателя  | Мощность (лс)    | Расход топлива город\траса |
| --------------- | ---------------- | -------------- | ---------------- | -------------------------- |
| 1.6             | 4-цилиндровый    | бензиновый     | 74 кВт (100 лс)  | 8,6л\6,5л                  |
| 1.6             | 4-цилиндровый    | бензин + метан | 71 кВт (97 лс)   | 8,8л\6,5л                  |
| 1.8             | 4-цилиндровый    | бензиновый     | 85 кВт (116 лс)  | 8,6л\6,5л                  |
| 1.8             | 4-цилиндровый    | бензиновый     | 92 кВт (125 лс)  | 8,1л\6,9л                  |
| 2.0 Turbo       | 4-цилиндровый    | бензиновый     | 147 кВт (200 лс) | 9,2л\7,0л                  |
| 2.2             | 4-цилиндровый    | бензиновый     | 108 кВт (146 лс) | 8,6л\6,6л                  |
| 2.0             | 4-цилиндровый    | турбодизель    | 74 кВт (100 лс)  | 8,6л\6,5л                  |
| 2.0             | 4-цилиндровый    | турбодизель    | 60 кВт (82лс)    | 8,6л\6,5л                  |
| 2.2             | 4-цилиндровый    | турбодизель    | 92 кВт (125 лс)  | 7,6л\6,0л                  |
| 2.2             | 4-цилиндровый    | турбодизель    | 107 кВт (147 лс) | 8,0л\6,4л                  |

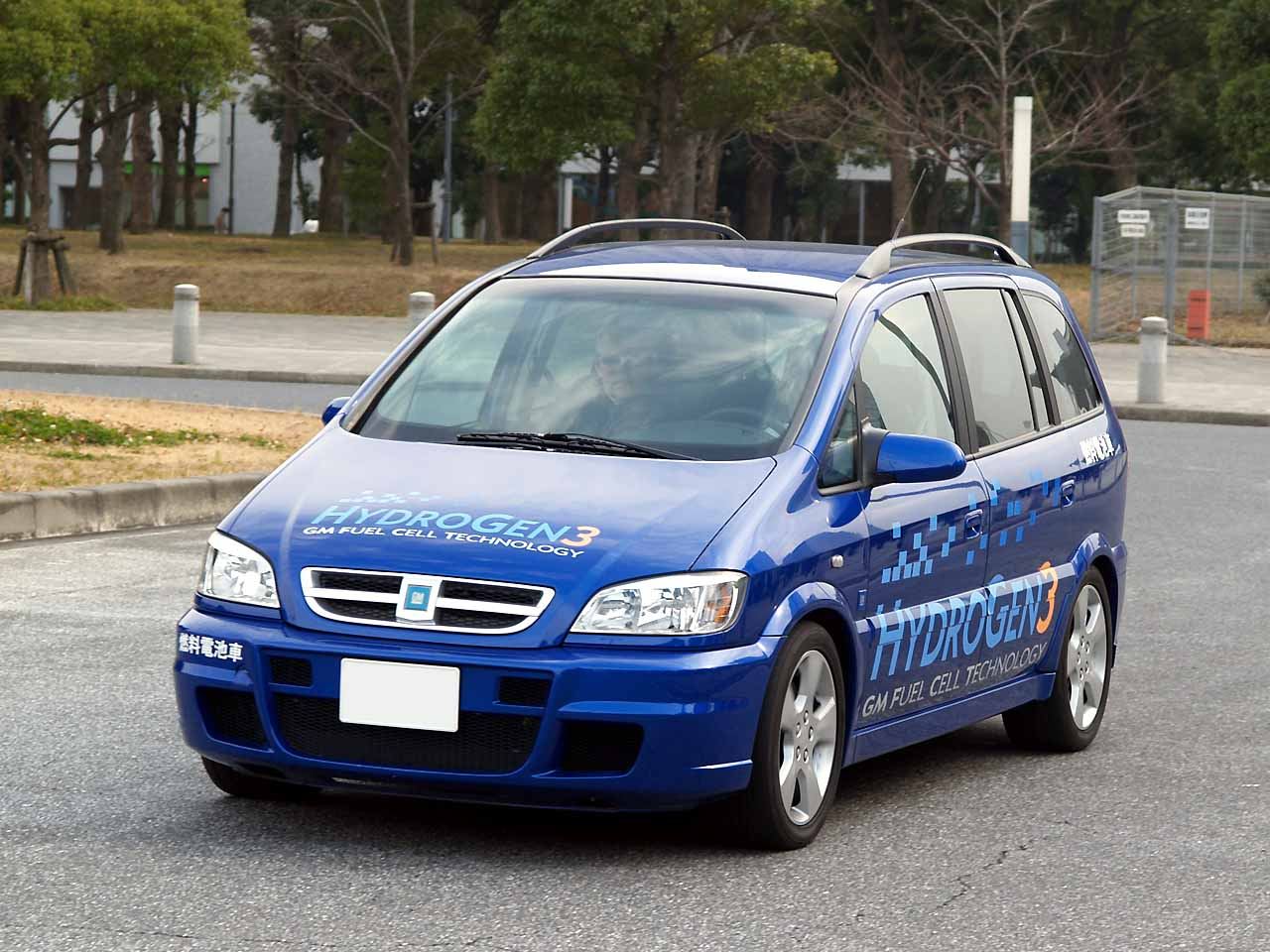
HydroGen3 (Японская версия)
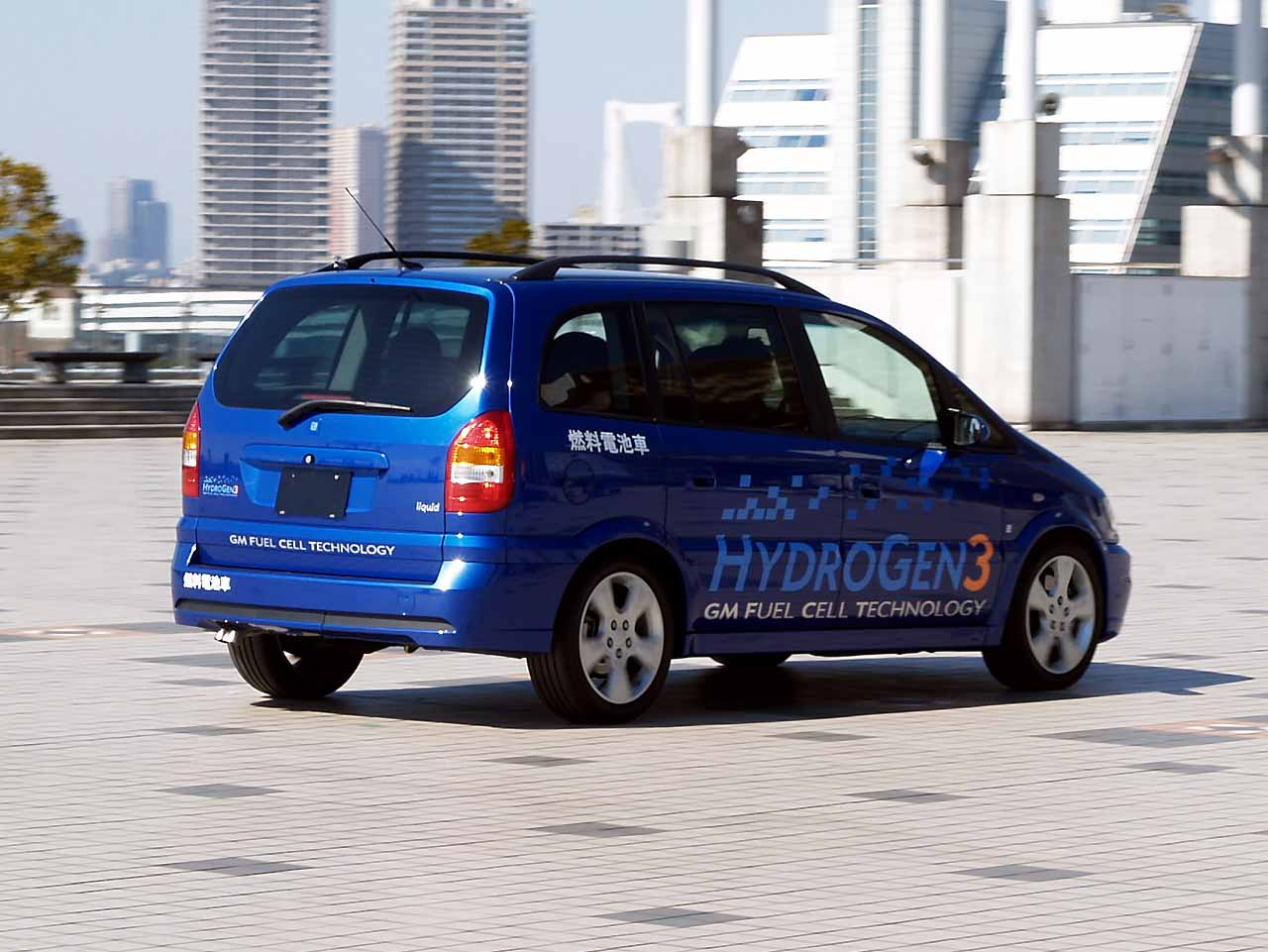
сзади

## Zafira B
Zafira B дебютировала в 2004 году в Европе, продажи начались в 2005 году. Автомобиль получил общую платформу с автомобилем Astra H/C. В России после запуска третьего поколения Zafira B стала называться Zafira Family.
В феврале 2006 года Zafira B была запущена в Сингапуре. С марта 2006 года эта модель продавалась в Европе, Сингапуре, и Японии, заменив предыдущее поколение, а также Subaru Traviq. Затем эта модель была представлена в апреле 2006 в Мексике, и позднее в сентябре 2006 в Чили, под маркой Chevrolet Zafira.

### Наименования и рынки
- Opel Zafira — Европа (за искл. Великобритании), Гонконг, Япония, Южная Африка, Сингапур, Тайвань
- Vauxhall Zafira — Великобритания
- Chevrolet Zafira — Мексика, Чили
- Holden Zafira — Австралия, Новая Зеландия

В Мексике продажи этой модели были прекращены после 2006 года, на замену пришел 5-местный Chevrolet HHR. Zafira B имела значительно больший успех в Великобритании в сравнении со своей предшественницей. В 2006 году она вошла в десятку самых продаваемых новых автомобилей, потеснив даже Vectra, который предыдущие 8 лет удерживал лидерство среди автомобилей марки Opel. В 2008 году модельный ряд Zafira Family была подвергнута рестайлингу.

### Сборочные заводы
- Германия Бохум
- Польша Гливице
- Россия Автотор, Калининград

### Безопасность
| Euro NCAP                                             | Euro NCAP | Euro NCAP | Euro NCAP |
| ----------------------------------------------------- | --------- | --------- | --------- |
| Рейтинги                                              | Пассажир  |           | 33        |
| Рейтинги                                              | Ребёнок   |           | 37        |
| Рейтинги                                              | Пешеход   |           | 16        |
| Протестированная модель: Opel Zafira 1.6 Enjoy (2005) |           |           |           |

### Двигатели
Линейка двигателей Zafira Family была частично адаптирована от предыдущего поколения Astra/Zafira, но при этом старые 2.0 и 2.2 турбодизельные двигатели были заменены новыми 1.9 турбодизелями с применением т. н. Common rail системы, разработанными компанией FIAT (Multijet).
Opel Performance Center (OPC) разработал турбонаддувную 240 лс 2.0 версию Zafira B. Кроме того, существует версия 1.6 двигателя для Zafira B, работающего на природном газе.
Продающиеся в Европе Zafira B оборудуются следующими двигателями:
| Объём двигателя | Кол-во цилиндров | Название      | Тип двигателя | Мощность (лс)    | Расход топлива город\трасса |
| --------------- | ---------------- | ------------- | ------------- | ---------------- | --------------------------- |
| 1.6             | 4-цилиндровый    | Twinport      | бензиновый    | 77 кВт (105 лс)  | 8,4л\6,3л                   |
| 1.8             | 4-цилиндровый    | Ecotec        | бензиновый    | 103 кВт (140 лс) | 9,6л\6,9л                   |
| 2.0             | 4-цилиндровый    | Turbo Ecotec  | бензиновый    | 147 кВт (200 лс) | 9,6л\6,7л                   |
| 2.0             | 4-цилиндровый    | Turbo Ecotec  | бензиновый    | 177 кВт (240 лс) | 9,6л\6,9л                   |
| 2.2             | 4-цилиндровый    | Direct Ecotec | бензиновый    | 110 кВт (150 лс) | 7,9л\6,4л                   |
| 1.7             | 4-цилиндровый    | CDTI Ecotec   | турбодизель   | 82 кВт (110 лс)  | 8,6л\6,9л                   |
| 1.7             | 4-цилиндровый    | CDTI Ecotec   | турбодизель   | 92 кВт (125 лс)  | 8,4л\7,3л                   |
| 1.9             | 4-цилиндровый    | CDTI Ecotec   | турбодизель   | 74 кВт (100 лс)  | 8,6л\7,0л                   |
| 1.9             | 4-цилиндровый    | CDTI Ecotec   | турбодизель   | 88 кВт (120 лс)  | 8,0л\6,9л                   |
| 1.9             | 4-цилиндровый    | CDTI Ecotec   | турбодизель   | 110 кВт (150 лс) | 8,5л\7,1л                   |

## Zafira Tourer C
Автомобиль третьего поколения, Zafira Tourer, был представлен в виде концепт-кара в 2011 году на автосалоне в Женеве. Было объявлено, что когда Zafira Tourer C поступит в продажу, Zafira B будет продаваться в качестве меньшего и более дешёвого варианта, а большая по размерам Zafira Tourer С составит надлежащую конкуренцию Ford S-Max. Выпуск гибридной и/или электрической версии состоялся в 2012 году.
Серийная версия была представлена в сентябре 2011 года на автосалоне во Франкфурте и поступила в продажу в конце 2011 года.
Версия автомобиля, оснащённая газобаллонным оборудованием, была показана в декабре 2011 года. Двигатель этой модели позволяет использовать два вида топлива: сжатый природный газ (CNG=метан) и бензин. Одной заправки сжатого газа хватает на 530 километров, а 14-литровый бензиновый бак позволяет доехать до следующей газовой заправочной станции.
В 2009 году крупноузловая сборка автомобилей для российского рынка началась на заводе «Автотор» в Калининграде.
В конце 2015 года продажи автомобилей марки Opel в России были прекращены.
В 2016 году был проведён рестайлинг автомобиля. Появились новый передний и задний бамперы и интерьер в соответствии с Opel Astra K.
В июне 2018 года было прекращено производство праворульных версий модели под маркой Vauxhall для рынка Великобритании.

### Безопасность
| Euro NCAP                                                                      | Euro NCAP | Euro NCAP   | Euro NCAP |
| ------------------------------------------------------------------------------ | --------- | ----------- | --------- |
| Рейтинги                                                                       | Пассажир  |             |           |
| Рейтинги                                                                       | Ребёнок   | не известно |           |
| Рейтинги                                                                       | Пешеход   | не известно |           |
| Протестированная модель: Opel Zafira Tourer 2.0l Diesel CDTI Enjoy, LHD (2005) |           |             |           |

### Двигатели
В середине/конце 2012 года поступила в продажу версия ECOflex, оснащённого двигателем 2.0 CDTI (130лс) и системой старт/стоп для повышения экономичности.
| Бензиновые двигатели | Бензиновые двигатели | Бензиновые двигатели | Бензиновые двигатели          | Бензиновые двигатели | Бензиновые двигатели | Бензиновые двигатели | Бензиновые двигатели | Бензиновые двигатели |
| Модель               | Двигатель            | Объём                | Мощность                      | Крутящий момент      | Примечание           | Выхлоп CO2 (г/км)    |                      |                      |
| -------------------- | -------------------- | -------------------- | ----------------------------- | -------------------- | -------------------- | -------------------- | -------------------- | -------------------- |
| 1.4T                 | I4                   | 1364 см³             | 100 кВт (140 лс)              |                      |                      | 158                  |                      |                      |
| 1.4T ecoFLEX S/S     | I4                   |                      | 100 кВт (140 лс)              |                      |                      | 148                  |                      |                      |
| 1.8i                 | I4                   |                      | 85 кВт (115 лс) @6300 об/мин  | 175 Н·м @3800 об/мин |                      | 169                  |                      |                      |
| 1.8i                 | I4                   |                      | 100 кВт (140 лс) @6300 об/мин | 175 Н·м @3800 об/мин |                      | 169                  |                      |                      |
| Дизельные двигатели  |                      |                      |                               |                      |                      |                      |                      |                      |
| Модель               | Двигатель            | Объём                | Мощность                      | Крутящий момент      | Примечание           | Выхлоп CO2 (г/км)    |                      |                      |
| 2.0 CDTI             | I4                   | 1956 см³             | 81 кВт (110 лс)               | 260 Н·м              |                      | 137                  |                      |                      |
| 2.0 CDTI             | I4                   | 1956 см³             | 96 кВт (130 лс)               | 260 Н·м              |                      | 137                  |                      |                      |
| 2.0 CDTI S/S         | I4                   | 1956 см³             | 121 кВт (165 лс)              |                      |                      | 137                  |                      |                      |

## Zafira Life
В декабре 2019 года стартовало производство Zafira Life на производственных мощностях концерна PSA под Калугой. Первоначально в России была доступна максимальная версия микроавтобуса Cosmo L. В марте 2020 года локальный модельный ряд пополнился еще двумя комплектациями: Innovation M и Innovation L. Независимо от версии, автомобиль оснащается двухлитровым двигателем 2.0 HDi мощностью 150 л. с. и шестиступенчатой автоматической коробкой передач.
При одинаковой колесной базе (3 275 мм) и ширине (1 920) у автомобиля может быть два варианта длины: 4 956 и 5 306 мм. Opel Zafira Life может быть оснащен двумя или тремя рядами сидений — вместительность от семи до девяти человек. При больших, чем предыдущее поколение габаритных размерах автомобиль остался в рамках двух метров в высоту. Автомобиль оснащен всеми самыми необходимыми технологиями активной и пассивной безопасности, а также рядом функций, помогающих водителю в управлении. Трансформируемый интерьер можно изменить несколькими движениями, в зависимости от потребностей. 
Opel Zafira Life в версии Innovation оснащен передовой мультимедийной системой и кнопкой запуска двигателя. Маневрировать проще за счет парктроника и камеры, выводящей изображение на внутрисалонный семидюймовый экран. У микроавтобуса сдвижные двери, все необходимые системы активной и пассивной безопасности, включая четыре подушки и систему стабилизации ESP. Для пассажиров второго ряда предусмотрен отдельный кондиционер, а двигатель оснащен системой автономного подогрева Webasto. Также в комплектацию входит круиз-контроль и 16-дюймовые колесные диски.
Opel Zafira Life в версии Cosmo дополнительно оборудован вставками из кожи в интерьере, дисплеем, проецирующим главную информацию в пути на лобовое стекло, электроприводом боковых сдвижных дверей и розеткой 220 вольт. Система подогрева Webasto в этой версии может управляться дистанционно. Кроме того, автомобиль оснащен датчиками дождя и света, комплектуется адаптивным круиз-контролем и боковыми шторками безопасности. Также в комплектацию входят 17-дюймовые колесные диски.